# Synchita fallax
Synchita fallax es una especie de coleóptero de la familia Zopheridae.

## Distribución geográfica
Habita en Francia.